# Ilja Samosznikow
Ilja Andriejew Samosznikow (ros. Илья Андреевич Самошников; ur. 14 listopada 1997 w Moskwie) – rosyjski piłkarz grający na pozycji lewego obrońcy. Od 2020 jest zawodnikiem klubu Rubin Kazań.

## Kariera klubowa
Swoją karierę piłkarską Samosznikow rozpoczął w 2004 roku w juniorach klubu Prialit Rieutow. W sezonie 2016/2017 zadebiutował w nim w czwartej lidze rosyjskiej. W 2017 roku przeszedł do Araratu Moskwa, grającego we Wtoroj diwizion. 19 lipca 2017 zaliczył w nim debiut w wygranym 3:0 wyjazdowym meczu z Zorki Krasnogorsk. W Araracie grał przez rok.
Latem 2018 Samosznikow został zawodnikiem Szynnika Jarosław. W Szynniku zadebiutował 26 sierpnia 2018 w przegranym 0:1 wyjazdowym spotkaniu z Bałtiką Kaliningrad. W Szynniku spędził rok.
Latem 2019 Samosznikow przeszedł do Torpeda Moskwa, w którym swój debiut zanotował 7 lipca 2019 w zwycięskim 1:0 wyjazdowym meczu z Fakiełem Woroneż. W Torpedzie grał przez pół roku.
Na początku 2020 Samosznikow został piłkarzem Rubinu Kazań. Swój debiut w Rubinie zaliczył 27 czerwca 2020 w przegranym 0:2 domowym meczu z Lokomotiwem Moskwa.
| Sezon   | Klub             | Kraj  | Rozgrywki        | Mecze | Gole |
| ------- | ---------------- | ----- | ---------------- | ----- | ---- |
| 2016/17 | Prialit Rieutow  | Rosja | Amatorska liga   | 24    | 6    |
| 2017/18 | Ararat Moskwa    | Rosja | Wtoroj diwizion  | 19    | 1    |
| 2018/19 | Szynnik Jarosław | Rosja | Pierwyj diwizion | 14    | 0    |
| 2019/20 | Torpedo Moskwa   | Rosja | Pierwyj diwizion | 22    | 2    |
| 2019/20 | Rubin Kazań      | Rosja | Priemjer-Liga    | 6     | 0    |
| 2020/21 | Rubin Kazań      | Rosja | Priemjer-Liga    | 24    | 2    |

## Kariera reprezentacyjna
W reprezentacji Rosji Samosznikow zadebiutował 1 września 2021 w zremisowanym 0:0 meczu eliminacji do MŚ 2022 z Chorwacją, rozegranym w Moskwie, gdy w 78. minucie zmienił Mário Fernandesa.